# 塞夫尔-昂克索蒙
塞夫尔-昂克索蒙（法語：Sèvres-Anxaumont，法語發音：[sɛvʁ ɑ̃ksomɔ̃]）是法国新阿基坦大区维埃纳省的一个市镇，位于该省中部，属于普瓦捷区和大普瓦捷城市公共社区。该市镇于1820年由原市镇塞夫尔（Sèvres）和昂克索蒙（Anxaumont）合并而成。

## 历史
法国大革命成功后，当地镇中心曾植树纪念。

## 地理
塞夫尔-昂克索蒙（46°34'11"N, 0°27'54"E）面积15.49 平方千米，位于法国新阿基坦大区维埃纳省，该省份为法国中西部省份，北起曼恩-卢瓦尔省和安德尔-卢瓦尔省，西接德塞夫勒省，南至夏朗德省，东南接上维埃纳省，东临安德尔省。
与塞夫尔-昂克索蒙接壤的市镇（或旧市镇、城区）包括：比纽、拉武、米尼亚卢-博瓦尔、普瓦捷、圣瑞利安拉尔。
塞夫尔-昂克索蒙的时区为UTC+01:00、UTC+02:00（夏令时）。

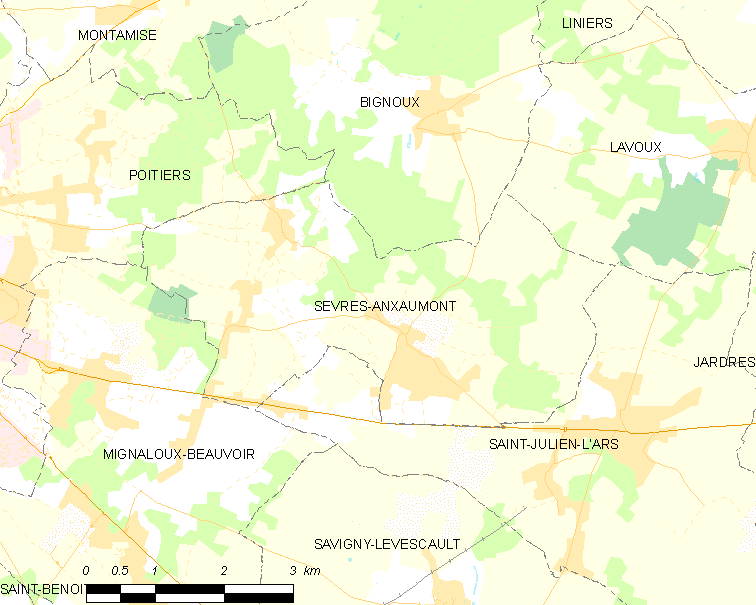
塞夫尔-昂克索蒙的OSM定位图

## 行政
塞夫尔-昂克索蒙的邮政编码为86800，INSEE市镇编码为86261。

## 政治
塞夫尔-昂克索蒙所属的省级选区为普瓦图地区沙斯讷伊县。

## 交通
维埃纳省省道D18线和D18C线在市中心交汇。干线公路D951线从境内南部过境。

## 人口

1962-2008年间塞夫尔-昂克索蒙人口变化图示

塞夫尔-昂克索蒙于2022年1月1日时的人口数量为2354人。